# دانشنامه کندین
دانشنامهٔ کندین (به انگلیسی: The Canadian Encyclopedia) (به فرانسوی: L'Encyclopédie canadienne) دانشنامه‌ای است که از سال ۱۹۸۵ به صورت کتاب منتشر شده‌است و وبگاه آن در سال ۱۹۹۹ ساخته شده‌است. این دانشنامه مرجعی معتبر برای دانش‌آموزان، خوانندگان و پژوهشگران کانادا و سراسر جهان است. محتوای این دانشنامه به‌روز و به دو زبان رسمی است. این دانشنامه شامل بیش از ۴۰٬۰۰۰ مقاله و ۶٬۰۰۰ نقشه، نمودار، نگاره و انیمیشن است.